# Chelonus subamandus
Chelonus subamandus är en stekelart som först beskrevs av Vladimir Ivanovich Tobias 2000.  Chelonus subamandus ingår i släktet Chelonus och familjen bracksteklar. Inga underarter finns listade i Catalogue of Life.